# Abdijkerk (Aduard)
De Abdijkerk in Aduard is een voormalige ziekenzaal van de abdij van Aduard, die in 1597, kort na de reductie van Groningen, verbouwd is tot kerkgebouw voor de Nederduitse Gereformeerde Kerk (later Nederlandse Hervormde Kerk). Het is het oudste gebouw met een geneeskundige functie in Nederland en het enige resterende gebouw van de abdij. Het is voor kerkdiensten in gebruik bij de Protestantse Kerk in Nederland en met regelmaat vinden er culturele manifestaties plaats. Rondleidingen worden verzorgd door het Kloostermuseum 'Sint Bernardushof' in Aduard.

## Gebouw
Het is lang onduidelijk geweest wat de oorspronkelijke functie van het gebouw is geweest en er werd gedacht aan een refter, ziekenzaal, voorraadschuur of waag. Bij opgravingen in 1940 is een riool gevonden, waardoor een ziekenzaal de meest plausibele functie geweest is. 
De voorkant van het gebouw heeft drie geprofileerde ramen. Het daarboven dwars op het muurvlak geplaatste uurwerk valt uit de toon, maar er was geen toren meer en de Aduarders wilden bij de tijd blijven. De klok is uit 1554 en na een langdurige afwezigheid in 1924 teruggeplaatst. Het gebouw is een goed voorbeeld van de Groninger romanogotiek. Het kerkgebouw werd in 1862 bekroond met drie pinakels, zoals nu nog te vinden bij de kerk van Wittewierum, maar na de grote restauratie, die duurde van 1917 tot 1928, werden die niet opnieuw aangebracht. Bij deze restauratie werd de kerktoren, die - misschien na blikseminslag - in slechte staat verkeerde, afgebroken. Aan de zijgevel ter noorderzijde werd een traptoren geplaatst.

## Interieur
Aan de binnenzijde is het muurwerk naar de mode van de restauratieperiode als schoon metselwerk behandeld en niet opnieuw gepleisterd. In de vloer zijn Middeleeuwse reliëftegels teruggeplaatst die gevonden zijn bij de restauratie. Opvallend zijn ook de geglazuurde en getorste kolommen bij de benedenvensters. Het tongewelf is bij de restauratie in 1920 door Jacob Por beschilderd. Het meubilair is geschonken door het geslacht Lewe van Aduard dat begin 18e eeuw ook zorg droeg voor de herenbank, de kansel en de koperen lezenaar. De lezenaar en de kansel vertonen het wapen van de familie, een klimmende leeuw, en het wapen van Aduard, een geblokte bruine balk met abtsstaf.
In 1908 is een eenklaviers kerkorgel geplaatst, gebouwd door Marten Eertman. Het heeft zeven registers en een aangehangen pedaal. In 1979 werd het door Mense Ruiter grondig opgeknapt. In de kerk staat sinds 2010 ook een kistorgeltje van de orgelbouwer Roelof Kuik.
Van het interieur is door Pierre Cuypers voor het Rijksmuseum Amsterdam in 1885 op schaal een reconstructie aangebracht in een speciale zaal van het museumgebouw, de zogenaamde Aduardkapel. Doordat destijds de kerk een verlaagd plafond had en gestuct was is een aantal onderdelen geïnterpreteerd aan de hand van de muurdelen in de onderwijzerswoning op de bovenverdieping.

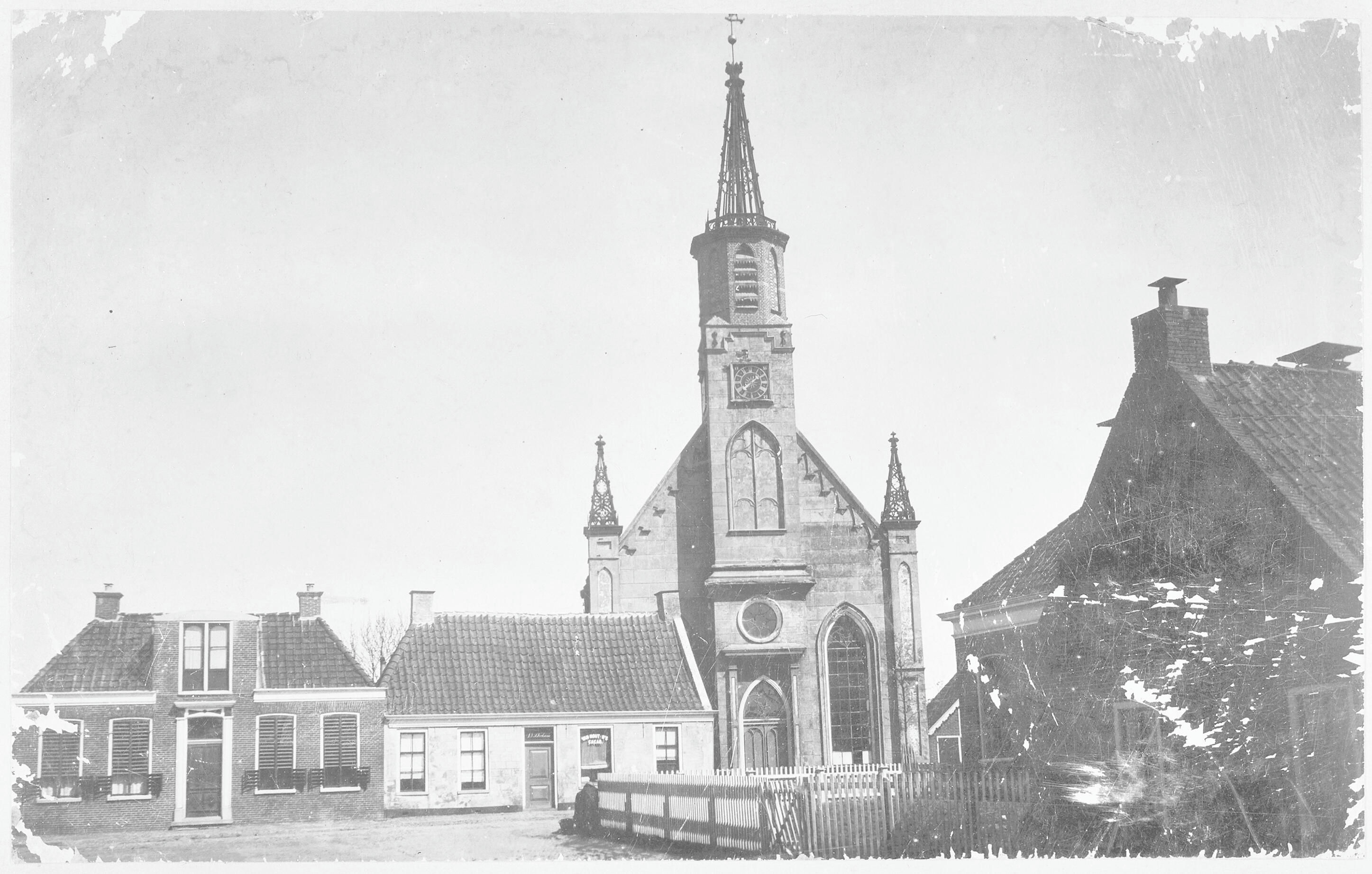
Foto van vóór 1912, nog met toren en drie pinakels
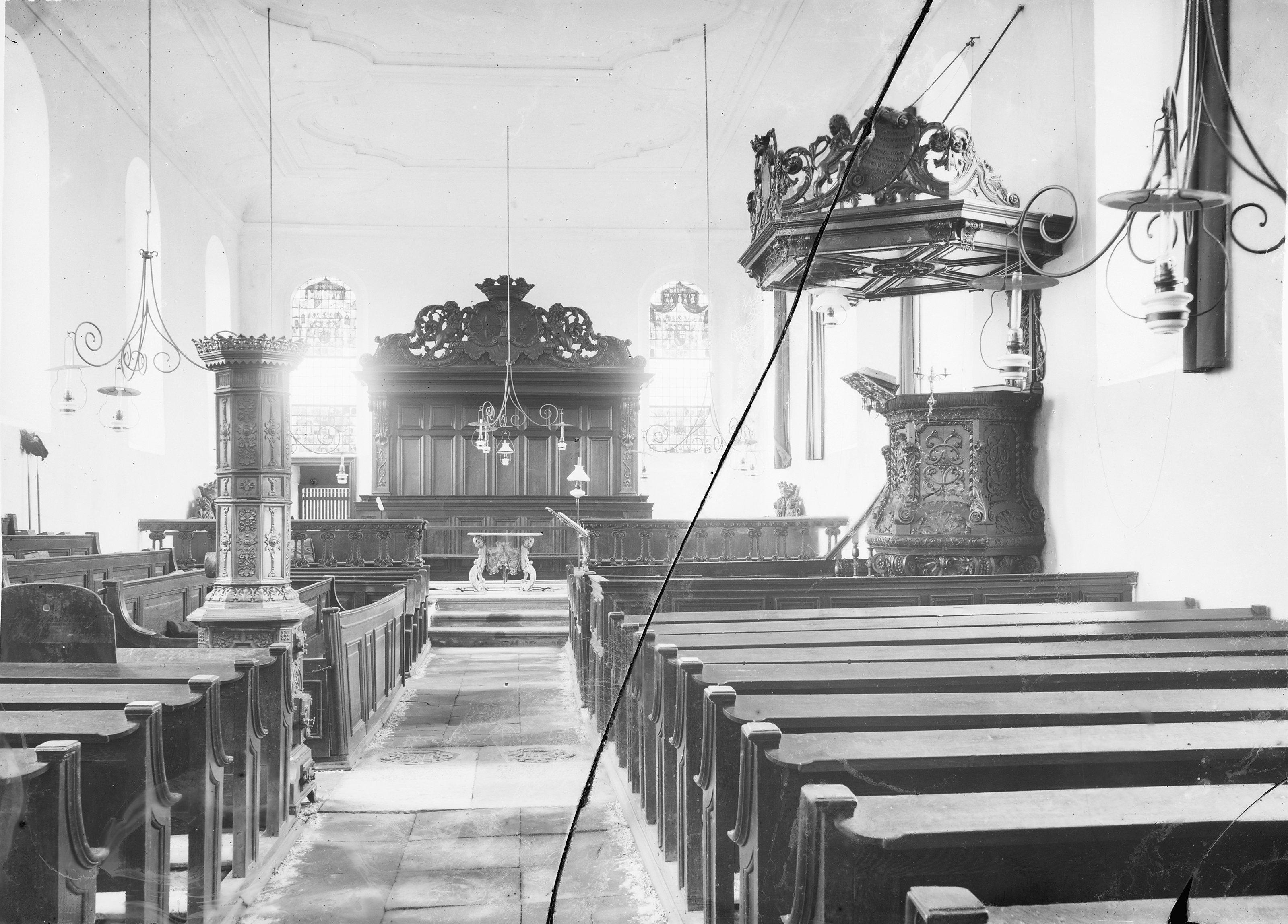
Interieur in 1900 met verlaagd stucwerk
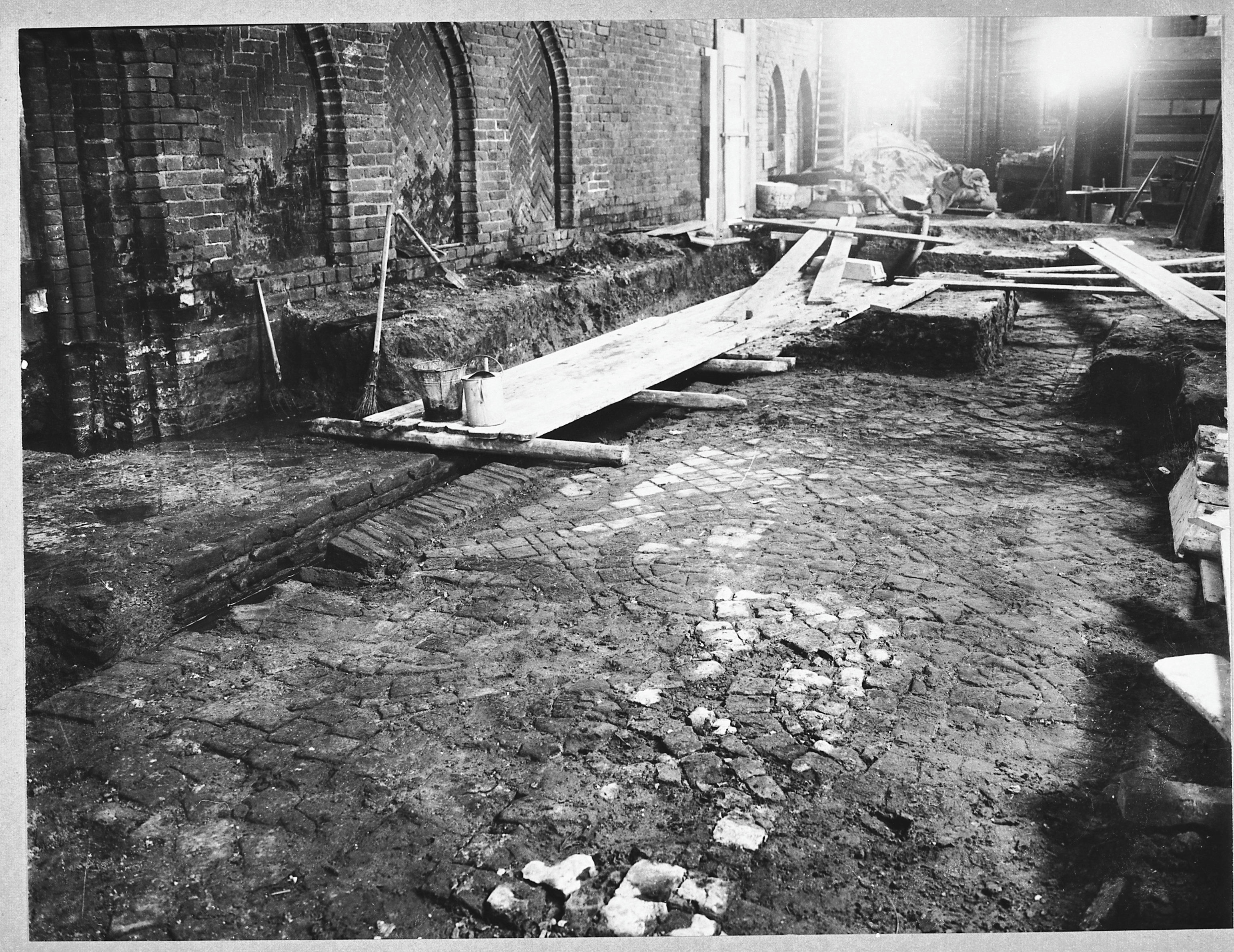
Restauratie in 1920 met blootgelegde tegelvloer
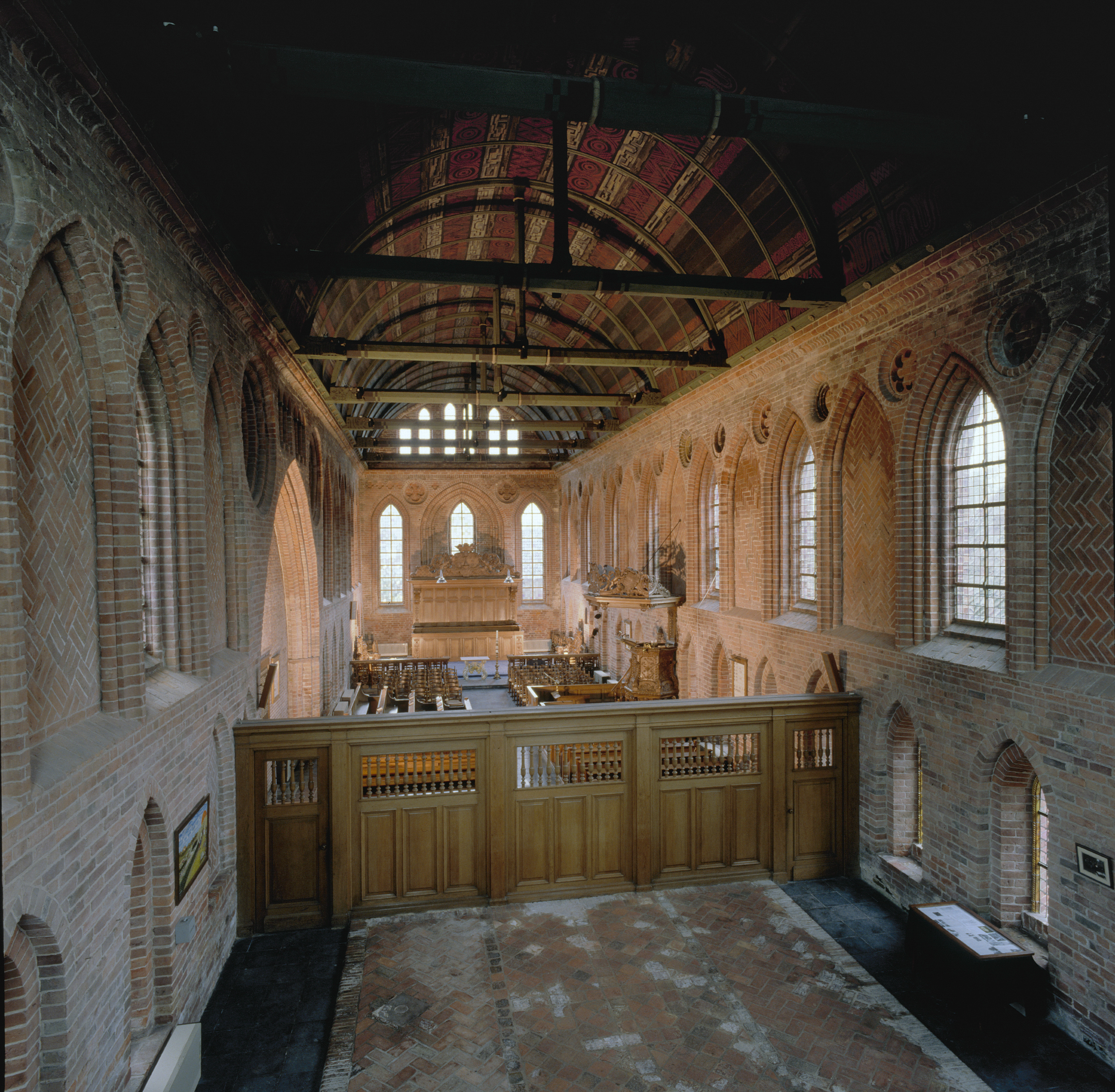
Interieur naar het oosten
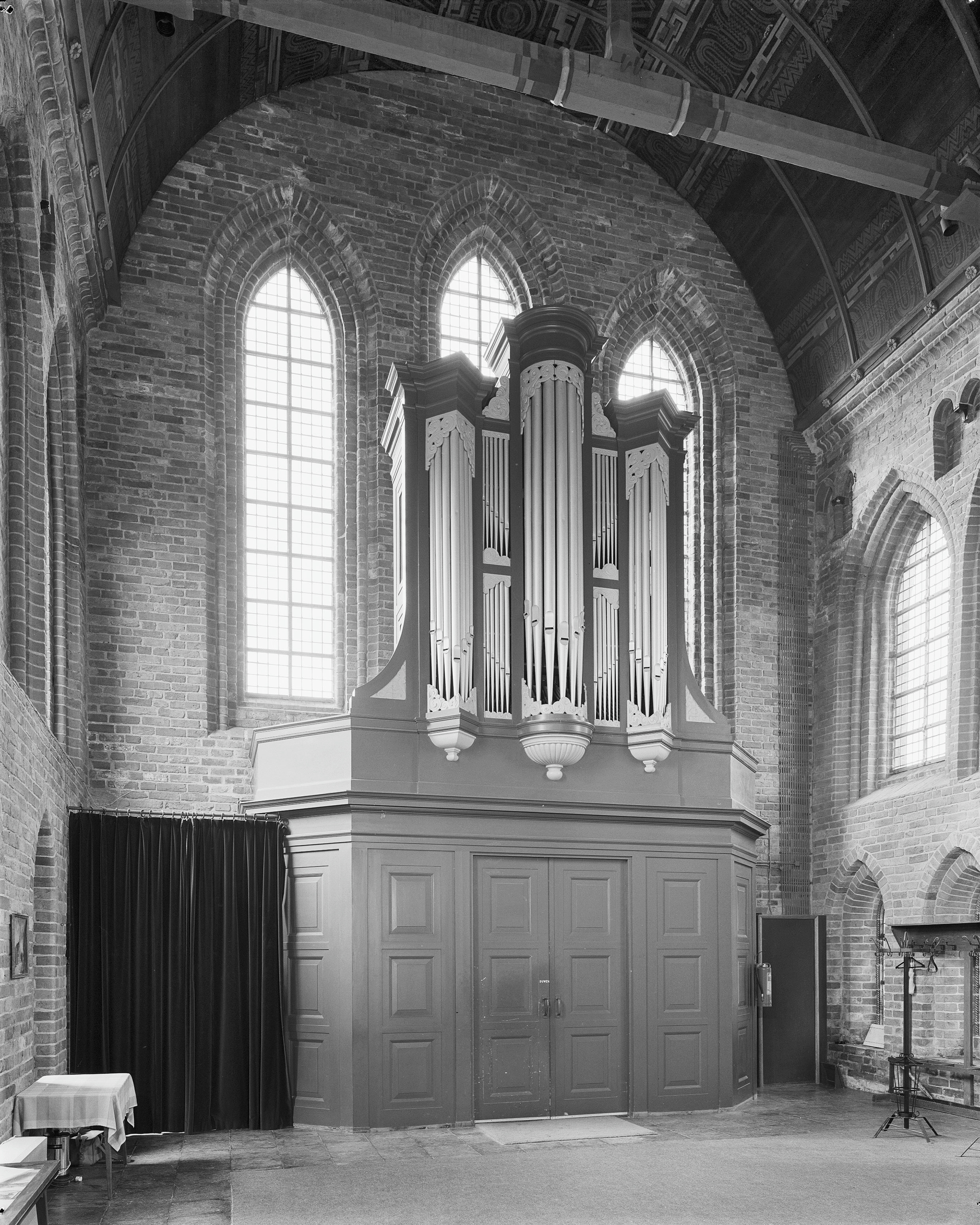
Eertman-orgel uit 1908